# إشارة تعرف

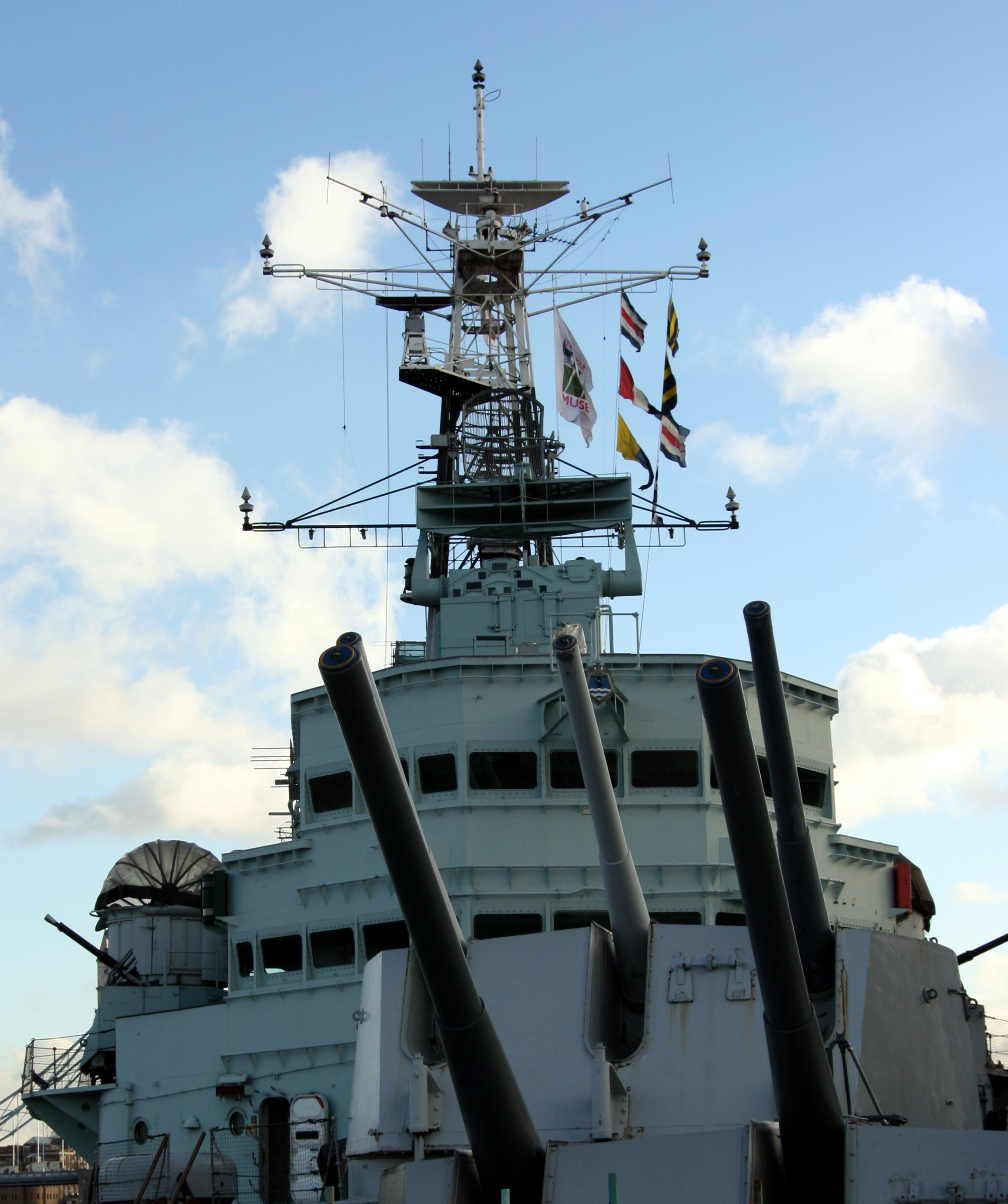
إتش إم إس بلفاست (سي35) تستخدم أعلام الإشارة البحرية الدولية بوصفها إشارة تعرف

إشارة تعرف هي الإشارة التي يتم التعرف عن طريقها على سفينة، أو طائرة أو أي شيء آخر. ويمكن استخدامها خلال الحرب أو لمساعدة الشرطة في أن يتعرف أفرادها كل منهم على الآخر خلال العمليات السرية. كما تستخدم في علم الأحياء للإشارة إلى أن جزيء أو مادة كيميائية سوف يتم ربطه بجزيء آخر.

## الحرب
تستخدم هذه الإشارات غالبًا للتعرف على الأصدقاء والأعداء في الحرب. وغالبًا ما تستخدم هذه الإشارات أضواءً ملونة أو أعلام الإشارة البحرية الدولية في الأغراض العسكرية

## الشرطة
من بين الاستخدامات الأخرى لها، استعانة الشرطة في بعض الأحيان بإشارات التعرف حتى يتمكن الضباط بالزي الرسمي من التعرف على الضباط في الملابس العادية (العمليات السرية). تستخدم شرطة نيويورك في كثير من الأحيان عصابات الرأس، وأساور اليد أو الملابس الملونة بوصفها إشارات تعرف ويطلق عليها أيضًا «لون اليوم».

## علم الأحياء
إن إشارة التعرف هي أيضًا إشارة كيميائية تستخدم في علم الأحياء للإشارة إلى نهاية قسم حمض الدنا أو الحمض الريبي النووي خلال مضاعفة المورثات في الخلايا.

## وصلات خارجية
- Signalman manual